# Shrek 2
Shrek 2 je americká počítačově animovaná komedie z roku 2004 navazující na o tři roky starší film Shrek. Snímek byl nominován na Oscara v kategorii Nejlepší celovečerní animovaný film. Postavičky namluvily známé filmové hvězdy, jako Mike Myers, Eddie Murphy, Cameron Diaz, Antonio Banderas, Julie Andrews, John Cleese, Rupert Everett a Jennifer Saunders.

## Děj
Shrek a Fiona se vrátí z líbánek a zjistí, že byli pozváni k Fioniným rodičům na královský bál, aby oslavili svůj sňatek. Shrek se zdráhá, ale Fiona ho přemluví a spolu s Oslíkem se vydají na cestu do království Za sedmero horami. Tam se potkají s Fioninými rodiči králem Haroldem a královnou Lilian. Harold se nemůže smířit s tím, že je Shrek zlobr. Na společné večeři se Harold a Shrek pohádají o tom, jak budou Shrek a Fiona vychovávat svoje děti. Fiona je znechucena a zamkne se ve svém pokoji. Shrek se bojí, že ztratil svou pravou lásku, poté, co nalezne Fionin starý deník, a dozví se, že byla zamilovaná do prince Krasoně.
Harolda si pak najde Dobrá víla spolu s Krasoněm a ti mu připomenou , že porušil starý slib, že si jednou Fiona vezme Krasoně. Chtějí, aby se Shreka nějak zbavil. Harold tak pozve Shreka a Oslíka na falešný hon, který je má dostat do spárů vraha - Kocoura v botách. Kocour ale nedokáže Shreka zabít, přízná se, že ho Harold najal a na oplátku se přidá ke Shrekovi a Oslíkovi. Společně se vloupají do továrny Dobré víly na lektvary a ukradnou lektvar věčného štěstí. Shrek věří, že lektvar obnoví Fioninu lásku k němu.
Shrek i Oslík lektvar vypijí a upadnou do hlubokého spánku. Druhý den ráno se probudí a objeví jeho následky: ze Shreka je najednou pohledný muž a Oslík se promění v bílého hřebce. Aby byla změna trvalá, musí Shrek do půlnoci políbit Fionu. Shrek, Oslík a Kocour se tedy vydají zpět na hrad a zjistí, že lektvar změnil také Fionu a vrátil jí její lidskou podobu. Dobrá víla ale ví o tom, že byl lektvar ukraden, a tak pošle Krasoně, aby si on získal Fioninu lásku. Po rozhovoru s Dobrou vílou se Shrek rozhodne z hradu odejít s tím, že nejlepší věc je nechat ji jít.
Aby zajistila, že se Fiona zamiluje do Krasoně, dá Dobrá víla Haroldovi lektvar, který jí má nalít do čaje. Pak už stačí jen, aby se políbili. Rozhovor uslyší Shrek, Oslík a Kocour, ale jsou zatčeni a uvězněni královskou stráží. Zatímco začíná královský bál, mnoho Shrekových přátel přijde, aby ho zachránilo. Upečou velkého perníkového panáčka jménem Buchta, který prolomí obranu hradu a Shrek tak může zabránit tomu, aby se Krasoň a Fiona políbili. Shrek ale přijde pozdě. Fiona ale Krasoně odstrčí, král řekne, že Fioně nikdy lektvar nedal. Dobrá víla napadne Shreka. V následující mele hůlka Dobré víly zasáhne Harolda a navrátí mu jeho pravou podobu - podobu žabího prince. Harold dříve také vypil lektvar věčného štěstí, aby získal Lilian. Ta mu ale řekne, že ho bude milovat v jakékoli podobě. Hůlka pak zasáhne i samotnou Dobrou vílu, kterou promění v oblak bublinek.
Blíží se půlnoc a Shrek a Fiona se rozhodnou ponechat si zlobří podobu. Oslík se promění nazpět také. Harold dá manželství požehnání a omluví se za své dřívější chování. Začne párty, objeví se titulky. V těch přiletí dračice, která se zamilovala v prvním díle do Oslíka a oznámí, že spolu teď mají několik drako-oslích hybridních dětí,kterým říkají Droslici.

## Obsazení
| Postava         | Originální dabing | Český dabing            |
| --------------- | ----------------- | ----------------------- |
| Shrek           | Mike Myers        | David Novotný           |
| princezna Fiona | Cameron Diaz      | Kamila Špráchalová      |
| Oslík           | Eddie Murphy      | Tomáš Juřička           |
| královna Lilian | Julie Andrews     | Růžena Merunková        |
| Kocour v botách | Antonio Banderas  | Aleš Procházka          |
| král Harold     | John Cleese       | Petr Pelzer             |
| princ Krasoň    | Rupert Everett    | Libor Hruška            |
| Dobrá víla      | Jennifer Saunders | Jaroslava Kretschmerová |